# Leo Gregory
Leo Gregory (Leicester, 22 novembre 1978) è un attore britannico.
È apparso sia in numerosi film (come Hooligans, interpretando il ruolo di Bovver, Tristano e Isotta e Perfect Creature) sia in varie serie tv inglesi.

## Filmografia

### Cinema
- Things We Do for Love, regia di Peter Bloore (1998) - cortometraggio
- Aberdeen, regia di Hans Petter Moland (2000)
- Pietà, regia di Joachim Trier (2000) - cortometraggio
- Fallen Dreams, regia di Daniel Samray (2001)
- Octane, regia di Marcus Adams (2003)
- Suzie Gold, regia di Ric Cantor (2004)
- Hooligans, regia di Lexi Alexander (2005)
- Stoned, regia di Stephen Woolley (2005)
- Tristano & Isotta (Tristan + Isolde), regia di Kevin Reynolds (2006)
- Perfect Creature, regia di Glenn Standring (2006)
- The Mark of Cain, regia di Marc Munden (2007)
- Daylight Robbery - Un colpo british style (Daylight Robbery), regia di Paris Leonti (2008)
- Act of Grace, regia di Noreen Kershaw (2008)
- Cass, regia di Jon S. Baird (2008)
- Reverb, regia di Eitan Arrusi (2008)
- Goal III: Taking on the World, regia di Andrew Morahan (2009)
- The Big I Am, regia di Nic Auerbach (2010)
- Thorne: Scaredycat, regia di Benjamin Ross (2010)
- Big Fat Gypsy Gangster, regia di Ricky Grover (2011)
- Wild Bill, regia di Dexter Fletcher (2011)
- Hamilton: I nationens intresse, regia di Kathrine Windfeld (2012)
- Payback Season, regia di Danny Donnelly (2012)
- One in the Chamber, regia di William Kaufman (2012)
- The Deadly Game - Gioco pericoloso (All Things to All Men), regia di George Isaac (2013)
- Top Dog, regia di Martin Kemp (2014)
- The Hooligan Factory, regia di Nick Nevern (2014)
- The Ninth Cloud, regia di Jane Spencer (2014)
- I Vichinghi (Northmen - A Viking Saga), regia di Claudio Fäh (2014)
- Nadia, regia di Teddy Nygh (2017) - cortometraggio
- Apocalypse, regia di Tony Jopia, Nika Braun, Clara Loedel, Yannis Zafeiriou e Alexander Zwart (2017)
- Missione vendetta (Avengement), regia di Jesse V. Johnson (2019)
- Boudica - La regina guerriera (Boudica: Queen of War), regia di Jesse V. Johnson (2023)

### Televisione
- Gioielli (Jewels) – serie TV, episodi 1x1-1x2 (1992)
- The Upper Hand – serie TV, episodi 4x4 (1992)
- Sansone e Dalila (Samson and Delilah) (1996)
- McCallum – serie TV, episodi 1x4 (1997)
- Metropolitan Police (The Bill) – serie TV, episodi 14x41 (1998)
- Nature Boy – serie TV, episodi 1x4 (2000)
- As If – serie TV, episodi 1x1 (2001)
- The Glass – serie TV, episodi 1x3 (2001)
- When I Was 12, regia di Dominic Savage (2001)
- Out of Control, regia di Dominic Savage (2002)
- The Jury – serie TV, 6 episodi (2002)
- EastEnders (2002)
- Menace – serie TV, episodi 1x1-1x2 (2002)
- Cracker, regia di Antonia Bird (2006)
- Above Suspicion – serie TV, episodi 4x2-4x3 (2012)
- Testimoni silenziosi (Silent Witness) – serie TV, episodi 15x9-15x10 (2012)
- Mrs Biggs – serie TV, episodi 1x3-1x4 (2012)
- Calvin Harris Feat. Florence Welch: Sweet Nothing, regia di Vincent Haycock (2012)
- Law & Order: UK – serie TV, episodi 8x8 (2014)
- Foyle's War – serie TV, episodi 8x3 (2015)
- The Musketeers – serie TV, episodi 2x6 (2015)
- The Team – serie TV, episodi 1x1-1x2 (2015)
- Strike Back – serie TV, 8 episodi (2015)

## Doppiatori italiani
Nelle versioni in italiano delle opere in cui ha recitato, Leo Gregory è stato doppiato da:
- Francesco Bulckaen in Perfect Creature
- Raffaele Palmieri in Missione vendetta
- Andrea Lavagnino ne I vichinghi
- Mattia Bressan in Need for Speed (2015)
- Alessandro Tiberi in Hooligans
- Alberto Bognanni in Boudica - La regina guerriera
- Alberto Caneva in One in the Chamber
- Massimo Bitossi in The Musketeers
- Nanni Baldini in Tristano & Isotta